# Gottfried W. Stix
Gottfried W. Stix (* 6. April 1911 in Wien; † 24. September 2010) war ein österreichischer Dichter und Literaturhistoriker.

## Leben
Gottfried W. Stix wurde als Sohn eines Richters und späteren Notares geboren. Er besuchte das Gymnasium der Benediktiner in Kremsmünster. Er studierte an der Universität Wien und schloss mit einem Dr. phil. ab. 1936 erhielt er Stipendien für Perugia und Rom. Während des Zweiten Weltkrieges war er Wehrmachtsdolmetscher für Italienisch in Belgien, Nordfrankreich, Apulien und Sizilien. Von 1940 bis 1954 lehrte er deutsche Sprache und Literatur an der Universität Catania und ab 1954 in Rom, wo er sich habilitierte und danach an der Universität La Sapienza den Lehrstuhl für Geschichte der österreichischen Literatur erhielt. Nach 52 Jahren in Italien lebte Stix ab 1985 in Wien und im Sommer in Südtirol.
Nach seiner wissenschaftlichen Laufbahn schrieb Stix auch Gedichte, die in drei Bänden sowie in Zeitschriften und Anthologien erschienen und teils ins Polnische, Slowenische, Kroatische, Englische, Französische, Italienische und Japanische übersetzt wurden.

## Auszeichnungen
- Österreichisches Ehrenkreuz für Wissenschaft und Kunst I. Klasse
- Kommandeur des Verdienstordens der Republik Italien
- Preis des Theodor-Körner-Stiftungsfonds
- Silbernes Ehrenzeichen für Verdienste um die Republik Österreich

## Mitgliedschaften
Stix war Mitglied folgender Organisationen:
- Görres-Gesellschaft (Beiratsmitglied)
- Internationale Vereinigung für Germanische Sprach- und Literaturwissenschaft (IVG)
- Literaturkreis Podium
- Österreichischer P.E.N.-Club
- Österreichischer Schriftstellerverband
- Adalbert-Stifter-Institut des Landes Oberösterreich.

## Publikationen
- Mythos, Tragik, Christentum. zu den dramatischen Dichtungen Max Mells. Edizioni di Storia e Letteratura, Rom 1959.
- Friedrich von Hagedorn. Menschenbild und Dichtungsauffassung. Edizioni di Storia e Letteratura, Rom 1961.
- Trakl und Wassermann. Edizioni di Storia e Letteratura, Rom 1968.
- Die gesuchte Mitte. Skizzen zur österreichischen Literatur. Edizioni di Storia e Letteratura, Rom 1974.
- licht in den fenstern. haiku-senryu-tanka. Wort und Welt Verlag, Thaur bei Innsbruck 1990.
- zuerst die augen. haikus. Wort und Welt Verlag, Thaur bei Innsbruck 1995.
- Wo die Zeit zu Hause ist. Gedichte, Verlag Österreichisches Literaturforum, Krems 2000.

Daneben veröffentlichte er literarische Essays zu verschiedenen, vorwiegend österreichischen Autoren sowie Buchbesprechungen und autobiographische Schriften.